# Merkendorf (Mittelfranken)
Merkendorf er en by i Landkreis Ansbach i Regierungsbezirk Mittelfranken i den tyske delstat Bayern.

## Geografi
Nabokommuner er (med uret, fra nord): Lichtenau, Wolframs-Eschenbach (i Landkreis Ansbach), Muhr am See (i Landkreis Weißenburg-Gunzenhausen), Ornbau og Weidenbach (i Landkreis Ansbach).

### Inddeling
- Bammersdorf
- Dürrnhof
- Gerbersdorf
- Großbreitenbronn
- Heglau
- Hirschlach
- Kleinbreitenbronn
- Merkendorf
- Neuses
- Triesdorf Bahnhof
- Waldeck
- Weißbachmühle
- Willendorf

- Markedsplads
- Rådhus
- Kirke